# النقود المعدنية في تيمور الشرقية
السنتافو التيموري العملات المعدنيّة المستخدمة في تيمور الشرقية، بدأت في صكها واستعمالها عام 2000 عوض الروبية الأندونيسية أثناء خضوعها لإدارة الأمم المتحدة، واستخدمتها رسميّاً بعد استقلالها عن إندونيسيا عام 2003، تيمور الشرقية لا تصدر أي أوراق نقدية وإنما فقط عملات معدنيّة وتعتمد على عملات الدولار الأمريكي الورقيّة.
| عملات سنتافو تيمورية شرقية | عملات سنتافو تيمورية شرقية | عملات سنتافو تيمورية شرقية | عملات سنتافو تيمورية شرقية | عملات سنتافو تيمورية شرقية               | عملات سنتافو تيمورية شرقية | عملات سنتافو تيمورية شرقية                                    | عملات سنتافو تيمورية شرقية |
| الصورة                     | الصورة                     | القيمة                     | القطر                      | التكوبن                                  | الوزن                      | الوصف                                                         | الوصف                      |
| الوجه                      | العكس                      | القيمة                     | القطر                      | التكوبن                                  | الوزن                      | العكس                                                         | الوجه                      |
| -------------------------- | -------------------------- | -------------------------- | -------------------------- | ---------------------------------------- | -------------------------- | ------------------------------------------------------------- | -------------------------- |
|                            |                            | 1 سنتافو                   | 17 ملم                     | فولاذ مطلي بالنيكل                       | 3.1 جرام                   | نوتي، اسم الدولة، سنة الصك                                    | قيمة العملة                |
|                            |                            | 5 سنتافو                   | 18.75 ملم                  | فولاذ مطلي بالنيكل                       | 4.1 جرام                   | نبتة الأرز، اسم الدولة، سنة الصك                              | قيمة العملة                |
|                            |                            | 10 سنتافو                  | 20.75 ملم                  | فولاذ مطلي بالنيكل                       | 5.2 جرام                   | ديك، اسم الدولة، سنة الصك                                     | قيمة العملة                |
|                            |                            | 25 سنتافو                  | 21.25 ملم                  | فضة النيكل                               | 5.85 جرام                  | قارب صيد تقليدي، اسم الدولة، سنة الصك                         | قيمة العملة                |
|                            |                            | 50 سنتافو                  | 25 ملم                     | فضة النيكل                               | 6.5 جرام                   | حبوب البن، اسم الدولة، سنة الصك                               | قيمة العملة                |
|                            |                            | 100 سنتافو                 | 23.75 ملم                  | حلقة من فضة النيكل مع مركز من نيكل نحاسي | 7.25 جرام                  | بوافينتورا دي مانوفاهي؛ اسم الدولة، سنة الصك                  | قيمة العملة                |
|                            |                            | 200 سنتافو                 | 25.5 ملم                   | حلقة نيكل نحاسي مع مركز نحاسي            | 8.46 جرام                  | جاموس الماء في حقل الأرز مع جبل ماتبيان؛ اسم الدولة، سنة الصك | قيمة العملة                |